# Dinara Sáfina
Dinara Mubínovna Sáfina (en ruso: Дина́ра Муби́новна Са́фина, en tártaro Динара Мөбин кызы Сафина; Moscú, 27 de abril de 1986) es una exjugadora de tenis profesional rusa, finalista del Torneo de Roland Garros 2008 y 2009, y del Abierto de Australia 2009. En octubre de 2011 anunció su retiro de las pistas debido a sus problemas continuos de espalda y se retiró definitivamente en 2014.
Participó en los Juegos Olímpicos de Pekín 2008 representando a Rusia, obteniendo la medalla de plata en la categoría individual tras ser derrotada en la final por su compatriota Yelena Deméntieva.
Su entrenador fue el extenista Zeljko Krajan y se entrenaba en Valencia, España. Sin embargo, lanzó su carrera profesional y ascendió en el ranking WTA entrenando en Equelite JC Ferrero Sport Academy. Su patrocinador de raqueta era Babolat y de vestuario Adidas.
Dinara Safina anunció oficialmente su retiro del tenis profesional después de una carrera destacada por 12 títulos de la WTA, incluido Madrid, tres finales de Grand Slams y El ranking No.1 del mundo.
Una de las jugadoras más poderosas que jamás haya jugado en el juego, Safina emergió de la sombra de su hermano Marat Safin a gran escala a fines de la década de 2000. Su mayor triunfo se produjo en el Abierto de Mutua Madrid inaugural en 2009.
Pero las molestas lesiones en la espalda hicieron que se perdiera grandes cantidades de tiempo en la gira durante los próximos dos años, y después de caer en las primeras rondas de Madrid en 2011, nunca volvió a jugar. En el 2014 cuando Maria Sharapova subió al podio para levantar la corona del Mutua Madrid Open, Safina se alejó.

## Biografía
Sáfina es hermana del también tenista y exnúmero 1, Marat Safin; su madre es Rausa Islanova, entrenadora de la Academia Spartak, teniendo como pupilos a sus propios hijos, además de las profesionales Anna Kournikova, Yelena Deméntieva, Svetlana Kuznetsova, Anastasia Mýskina y Anna Chakvetadze, y su padre Mubin Aliamtchevitch (Mijaíl Alekséievich Safin) es director de la Academia Spartak.

## Torneos de Grand Slam

### Individual

#### Finalista (3)
| Año  | Campeonato           | Oponente en la final | Resultado |
| 2008 | Roland Garros        | Ana Ivanović         | 4-6, 3-6  |
| 2009 | Abierto de Australia | Serena Williams      | 0-6, 3-6  |
| 2009 | Roland Garros        | Svetlana Kuznetsova  | 4-6, 2-6  |

### Dobles

#### Campeona (1)
| Año  | Torneo            | Pareja         | Oponentes en la final          | Resultado |
| 2007 | Abierto de EE.UU. | Nathalie Dechy | Yung-Jan Chan Chia-Jung Chuang | 6-4, 6-2  |

#### Finalista (1)
| Año  | Torneo            | Pareja             | Oponentes en la final         | Resultado   |
| 2006 | Abierto de EE.UU. | Katarina Srebotnik | Nathalie Dechy Vera Zvonareva | 6-7(5), 5-7 |

## Títulos WTA (21; 12+9)

### Individual (12)
| Leyenda: Antes de 2009 | Leyenda: A partir de 2009 |
| ---------------------- | ------------------------- |
| Grand Slam (0)         |                           |
| Juegos Olímpicos (0)   |                           |
| WTA Championships (0)  |                           |
| Tier I (3)             | Premier Mandatory (1)     |
| Tier II (2)            | Premier 5 (1)             |
| Tier III (2)           | Premier (0)               |
| Tier IV & V (2)        | International (1)         |

| N.º | Fecha                    | Torneo           | Superficie    | Oponente en la final | Resultado        |
| 1.  | 27 de julio de 2002      | Sopot            | Tierra batida | Henrieta Nagyova     | 6-3, 4-0, ret.   |
| 2.  | 13 de julio de 2003      | Palermo          | Tierra batida | Katarina Srebotnik   | 6-2, 6-1         |
| 3.  | 13 de febrero de 2005    | París            | Dura (i)      | Amélie Mauresmo      | 6-4, 2-6, 6-3    |
| 4.  | 15 de mayo de 2005       | Praga            | Tierra batida | Zuzana Ondraskova    | 7-6, 6-3         |
| 5.  | 6 de enero de 2007       | Gold Coast       | Dura          | Martina Hingis       | 6-3, 3-6, 7-5    |
| 6.  | 11 de mayo de 2008       | Berlín           | Tierra batida | Elena Dementieva     | 3-6, 6-2, 6-2    |
| 7.  | 27 de julio de 2008      | Los Ángeles      | Dura          | Flavia Pennetta      | 6-4, 6-2         |
| 8.  | 3 de agosto de 2008      | Montreal         | Dura          | Dominika Cibulková   | 6-2, 6-1         |
| 9.  | 21 de septiembre de 2008 | Tokio (Pacífico) | Dura          | Svetlana Kuznetsova  | 6-1, 6-3         |
| 10. | 9 de mayo de 2009        | Roma             | Tierra batida | Svetlana Kuznetsova  | 6-3, 6-2         |
| 11. | 17 de mayo de 2009       | Madrid           | Tierra batida | Caroline Wozniacki   | 6-2, 6-4         |
| 12. | 26 de julio de 2009      | Portoroz         | Dura          | Sara Errani          | 6-7(5), 6-1, 7-5 |

#### Finalista (11)
- 2004: Luxemburgo (derrotada por Alicia Molik)
- 2006: 's-Hertogenbosch (derrotada por Michaella Krajicek)
- 2006: Roma (derrotada por Martina Hingis)
- 2007: Charleston (derrotada por Jelena Janković)
- 2008: Roland Garros (derrotada por Ana Ivanović)
- 2008: 's-Hertogenbosch (derrotada por Tamarine Tanasugarn)
- 2008: Juegos Olímpicos (derrotada por Elena Dementieva)
- 2009: Sídney (derrotada por Elena Dementieva)
- 2009: Abierto de Australia (derrotada por Serena Williams)
- 2009: Stuttgart (derrotada por Svetlana Kuznetsova)
- 2009: Roland Garros (derrotada por Svetlana Kuznetsova)

### Dobles (9)
| Leyenda: Antes de 2009     | Leyenda: A partir de 2009 |
| -------------------------- | ------------------------- |
| Grand Slam (1)             |                           |
| Juegos Olímpicos (0)       |                           |
| WTA Tour Championships (0) |                           |
| Tier I (1)                 | Premier Mandatory (0)     |
| Tier II (2)                | Premier 5 (0)             |
| Tier III (4)               | Premier (0)               |
| Tier IV & V (0)            | International (1)         |

| N.º | Fecha                    | Torneo            | Superficie | Pareja               | Oponentes en la final                 | Resultado         |
| 1.  | 26 de septiembre de 2004 | Pekín             | Dura       | Emmanuelle Gagliardi | Gisela Dulko María Vento              | 6-4, 6-4          |
| 2.  | 18 de junio de 2005      | s´Hertogenbosch   | Hierba     | Anabel Medina        | Iveta Benešová Nuria Llagostera       | 6-4, 2-6, 7-6(11) |
| 3.  | 7 de enero de 2006       | Gold Coast        | Dura       | Meghann Shaughnessy  | Cara Black Rennae Stubbs              | 6-2, 6-3          |
| 4.  | 19 de febrero de 2006    | Amberes           | Dura       | Katarina Srebotnik   | Stéphanie Foretz Michaella Krajicek   | 6-1, 6-1          |
| 5.  | 6 de enero de 2007       | Gold Coast        | Dura       | Katarina Srebotnik   | Iveta Benešová Galina Voskobóyeva     | 6-3, 6-4          |
| 6.  | 9 de septiembre de 2007  | Abierto de EE.UU. | Dura       | Nathalie Dechy       | Yung-Jan Chan Chia-Jung Chuang        | 6-4, 6-2          |
| 7.  | 5 de enero de 2008       | Gold Coast        | Dura       | Ágnes Szávay         | Zi Yan Jie Zheng                      | 6-1, 6-2          |
| 8.  | 22 de marzo de 2008      | Indian Wells      | Dura       | Yelena Vesnina       | Zi Yan Jie Zheng                      | 6-1, 1-6, [10-8]  |
| 9.  | 6 de marzo de 2011       | Kuala Lumpur      | Dura       | Galina Voskobóyeva   | Noppawan Lertcheewakarn Jessica Moore | 7-5, 2-6, [10-5]  |

#### Finalista (7)
- 2003: Canberra (con Daja Bedanova)
- 2004: Sydney (con Meghann Shaughnessy)
- 2005: Hobart (con Anabel Medina)
- 2005: París (con Anabel Medina)
- 2005: Antwerp (con Anabel Medina)
- 2006: Abierto de Estados Unidos (con Katarina Srebotnik)
- 2007: Stuttgart (con Chan Yung-jan)

### Clasificación en torneos del Grand Slam
| Torneo                 | 2010 | 2009 | 2008 | 2007 | 2006 | 2005 | 2004 | 2003 | 2002 | Títulos |
| ---------------------- | ---- | ---- | ---- | ---- | ---- | ---- | ---- | ---- | ---- | ------- |
| Abierto de Australia   | 4r   | F    | 1r   | 3r   | 2r   | 2r   | 3r   | 1r   | -    | 0       |
| Roland Garros          | 1r   | F    | F    | 4r   | CF   | 1r   | 2r   | 1r   | -    | 0       |
| Wimbledon              |      | SF   | 3r   | 2r   | 3r   | 3r   | 1r   | 1r   | -    | 0       |
| Abierto de EE. UU.     |      | 3r   | SF   | 4r   | CF   | 1r   | 1r   | 4r   | 2r   | 0       |
| WTA Tour Championships |      | RR   | RR   | -    | -    | -    | -    | -    | -    | 0       |